# Déforestation en Indonésie
La déforestation en Indonésie est en augmentation depuis plusieurs décennies. À l'origine, le territoire de l'Indonésie était essentiellement recouvert de forêts, mais de nos jours elle ne couvre plus qu'une moindre partie du territoire.
La déforestation est due pour une grande part à l'exploitation de palmiers à huile destinée pour l'essentiel à l'exportation d'huile de palme en vue de la fabrication d'agrocarburants, mais aussi à la multiplication des mines à ciel ouvert de charbon, dont l'Indonésie est l'un des premiers producteurs mondiaux, et à l'exploitation de bois tropicaux en vue de l'exportation.
Ce phénomène a un impact important sur la biodiversité dans le pays, et menace la culture et l'existence des peuples autochtones, qui vivent de la forêt. Il touche également le pays voisin de la Malaisie, l'île de Bornéo étant partagée entre Indonésie et Malaisie.
La déforestation représente près de 80 % des émissions totales de CO2 de l’Indonésie. Si l'on intègre cet impact dans le calcul des émissions de GES de l'Indonésie, le pays devient le 3e plus gros émetteur de CO2, derrière les États-Unis et la Chine, et devant le Brésil. 

## Contexte

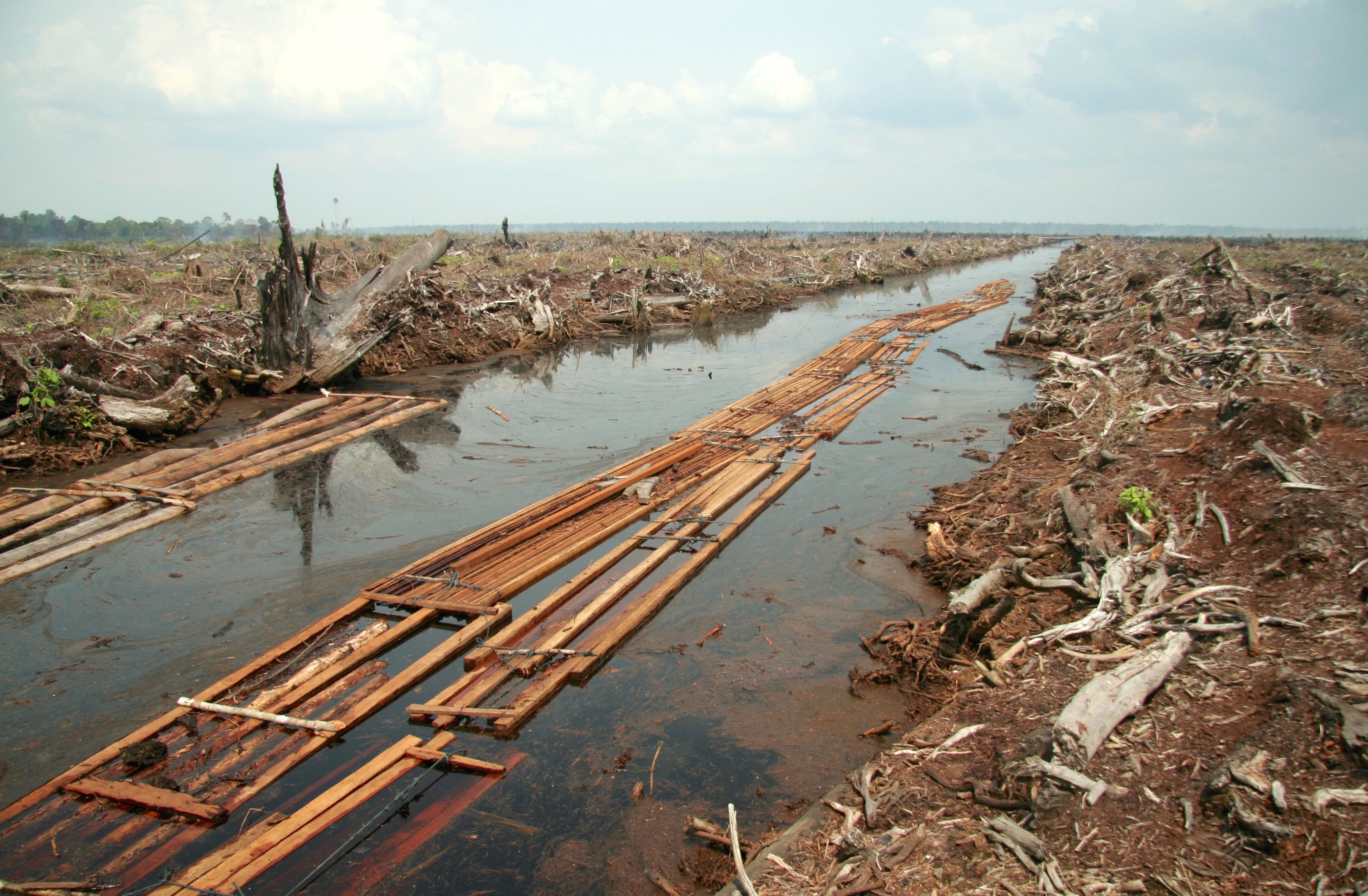
Deforestation d'une forêt marécageuse de tourbe pour produire de l'huile de palme en Indonésie.

L’exploitation des forêts en Indonésie a connu un essor considérable à partir de 1967 avec l’arrivée au pouvoir du général Suharto. En quarante ans, le pays a traversé trois grandes périodes : d'abord l'exploitation du bois brut ; puis l'essor de l’industrie du contreplaqué ; et enfin l'essor de l’industrie papetière, ainsi qu'un soutien au reboisement à grande échelle.
La surface forestière de l'Indonésie était estimée à 88 millions d'hectares en 2005 d'après la FAO, ce qui fait de la forêt indonésienne la troisième forêt tropicale du monde en superficie, après la forêt amazonienne et la forêt du bassin du Congo.
En 2011, Bali ne possédait plus que 23 % de couverture forestière sur son territoire.
La moitié des forêts tropicales d’Indonésie ont disparu entre 1960 et 2014.

## Étendue de la déforestation
Entre 2000 et 2012, l’archipel aurait perdu plus de 6 millions d’hectares de forêts vierges.
Comparé à la période 2000-2013, l'Indonésie a perdu en moyenne 62 % de forêts de plus chaque année entre 2014 et 2016.
Selon les chiffres publiés par l'Organisation des Nations unies pour l'alimentation et l'agriculture (FAO), l'Indonésie a en 2020 une superficie de forêt de 92 133 000 ha, ce qui la place au 8e rang des pays dans le monde, et représente environ 2 % de la superficie de forêts mondiale. Les pertes nettes annuelles moyennes de superficie de forêt entre 2010 et 2020 s'élèvent à 753 000 ha/an, ce qui représente une diminution de 8,2 % sur la décennie 2010-2020.

## Causes

### Plantations de palmiers à huile

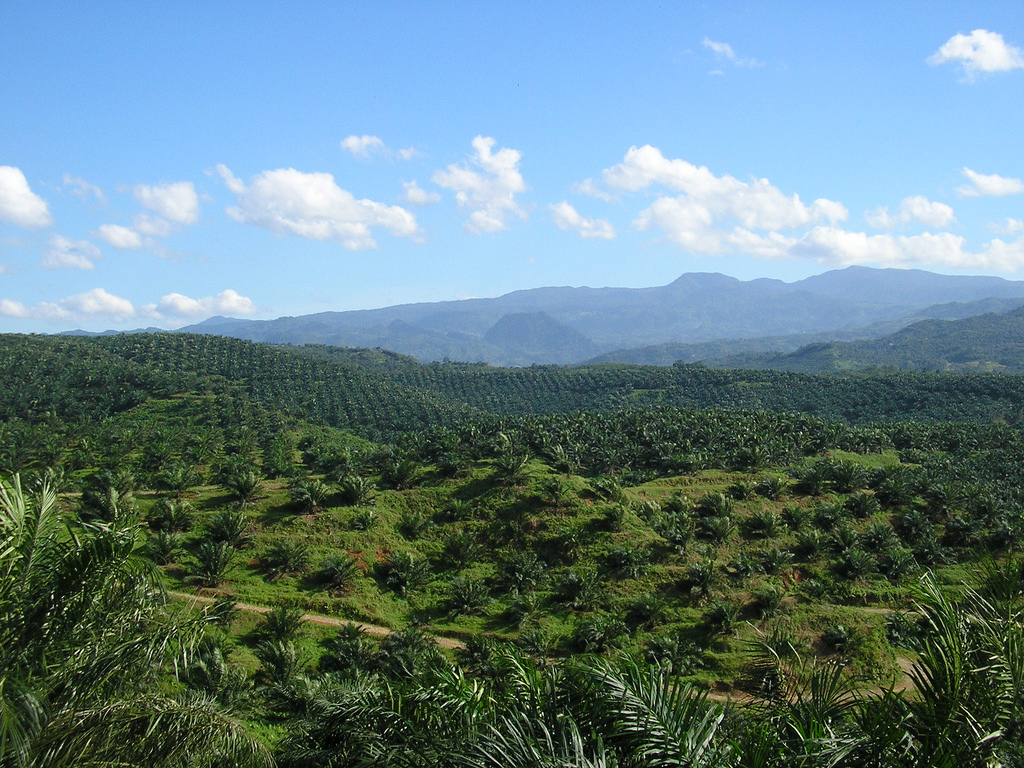
Une plantation de palmiers à huile en Indonésie.

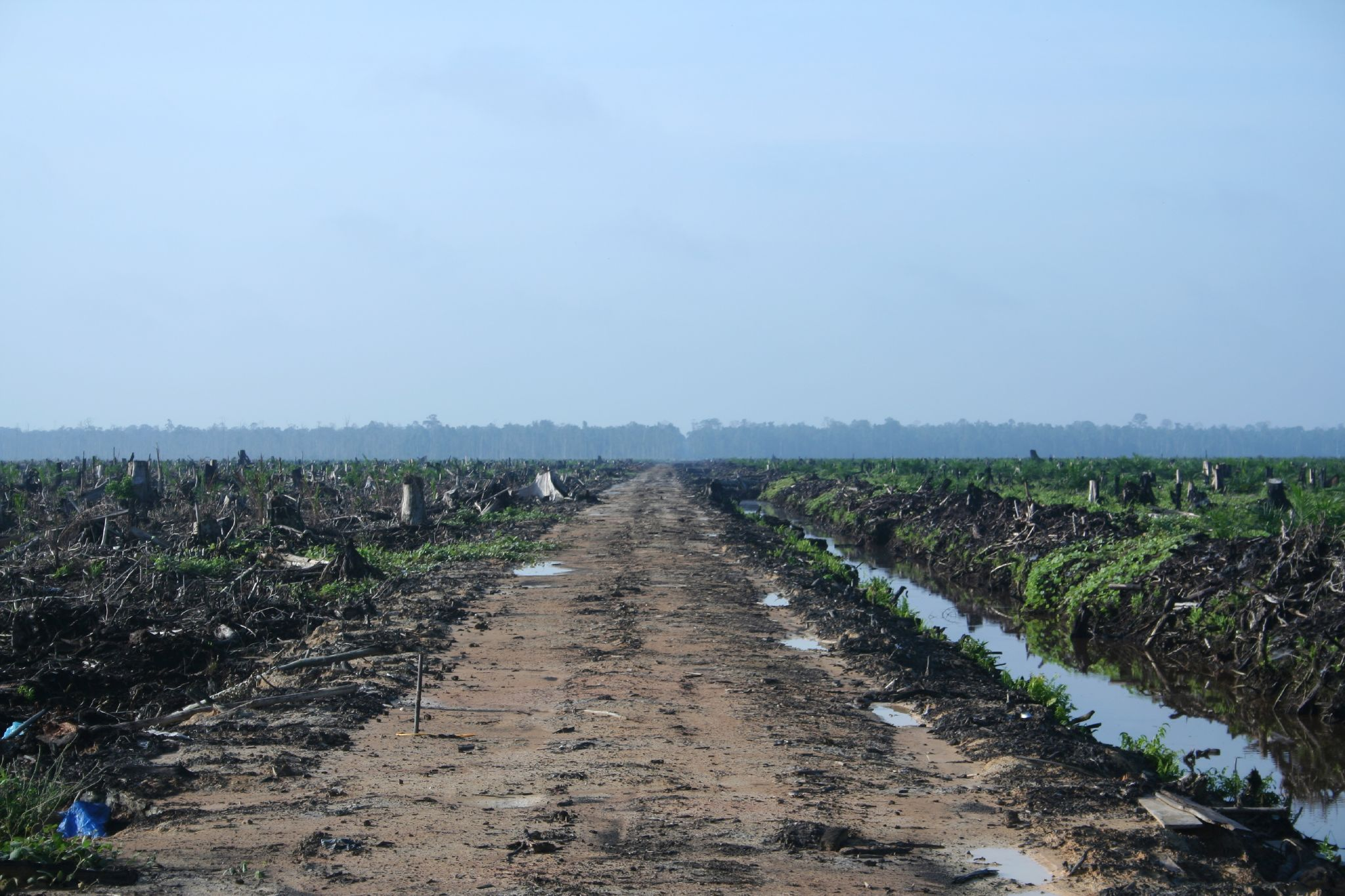
La déforestation dans la province de Riau, à Sumatra, pour faire place à une plantation de palmiers à huile (2007).

Une production importante d'huile de palme a complètement bouleversé l'environnement du pays. L'Indonésie est le principal pays producteur. Trois millions d’hectares de forêts ont disparu à cause des plantations de palmiers à huile entre 1990 et 2005.

### Exploitation minière
L'Indonésie est un producteur important de charbon (3e producteur mondial en 2020), qu'elle utilise localement pour la production d'électricité dans des centrales à charbon, et qu'elle exporte vers d'autres pays. L'exploitation du charbon dans des mines à ciel ouvert porte un préjudice important à la forêt tropicale, sans compter l'émission de gaz à effet de serre (surtout du CO2) liées au fonctionnement des centrales. Ainsi, l'exploitation du charbon dans les mines entraine une forte déforestation car ces dernières s'étendent sur d'immenses surfaces dans toute la zone forestière du pays.

### Risque incendie
Les pressions exercées sur les forêts denses ne cessent d’augmenter avec de vastes incendies pendant les sécheresses prolongées lors des épisodes intenses d’El Niño.
Par ailleurs, la culture sur brûlis, illégale, est toujours pratiquée, et se transforme parfois en incendies non maitrisés.

## Impacts de la déforestation

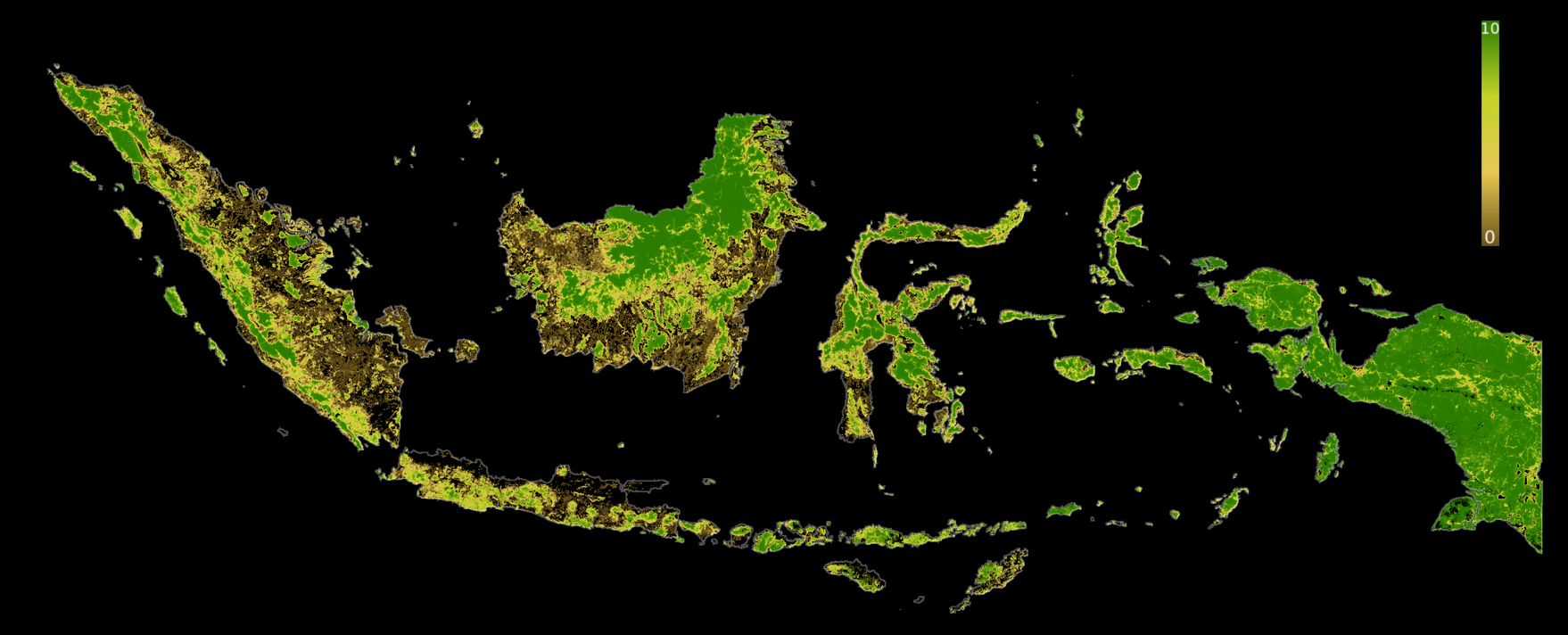
En 2019, L'Indonésie avait un score moyen de l'indice d'intégrité du paysage forestier de 6,6, le classant 71e sur 172 pays.

La déforestation entraine la disparition de puits de carbone et d'importantes émissions de gaz à effet de serre (incendies et centrales à charbon). La déforestation représente près de 80 % des émissions totales de CO2 de l’Indonésie. Si l'on intègre cet impact dans le calcul des émissions de GES de l'Indonésie, le pays devient le 3e plus gros émetteur de CO2, derrière les États-Unis et la Chine, et devant le Brésil. Il est même le premier en matière d'« intensité carbone » dans d'autres classements.
La déforestation menace la culture des peuples autochtones qui vivent dans et de la forêt.
Les milieux naturels ont été fortement affectés par la déforestation, qui affecte des espèces endémiques comme l'orang-outan et entraine une perte de biodiversité.

## Lutte contre la déforestation
Dans le but de maîtriser les émissions de CO2 liées à la déforestation et donc de réduire les effets du changement climatique, le système REDD (Reducing Emissions from Deforestation and Forest Dégradation) de réduction des émissions issues de la déforestation et de la dégradation de la forêt a été initié au niveau mondial. Celui-ci constitue une opportunité pour les pays riches en forêts tropicales de créer de nouvelles sources de revenus, grâce aux rémunérations offertes, tout en protégeant les forêts existantes et en réhabilitant les forêts dégradées.
L’Indonésie a été le premier pays à voter des règlements en faveur d’un programme de REDD en 2009.
Cependant, ce programme est loin d’avoir réalisé ses objectifs. Une étude sur la gouvernance financière et le Fonds de reboisement de l’Indonésie au cours des 20 dernières années en témoignent. Sa mise en œuvre exige en effet une gestion rigoureuse par les institutions et les gouvernements concernés afin de lutter contre la corruption et la fraude. Harmoniser les mesures incitatives encourageant le développement de nouvelles plantations pour l’industrie du papier et du bois, garantir la responsabilisation du secteur et la distribution équitable des revenus sont autant de points à ne pas négliger dans ce cadre.